# アン・バウチャー (第7代バウチャー女男爵)

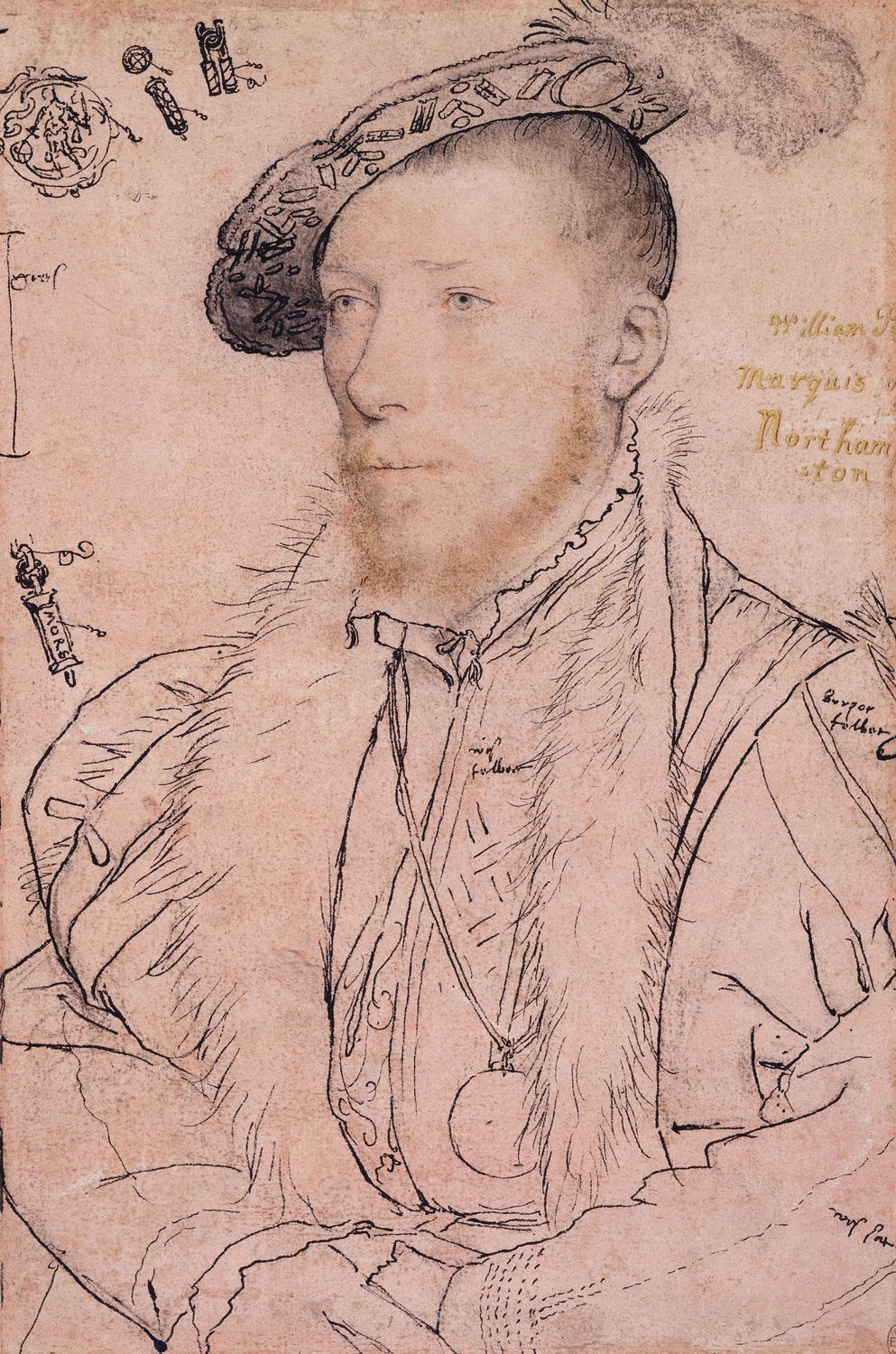
アンの夫ウィリアム・パー

第7代バウチャー女男爵およびロヴェイン女領主アン・バウチャー（Anne Bourchier, 7th Baroness Bourchier, 1517年 - 1571年1月28日）は、後の初代ノーサンプトン侯ウィリアム・パーの最初の妻であり、イングランド王ヘンリー8世の最後の王妃キャサリン・パーの義妹にあたる。
1541年、アンは夫を捨てて、愛人であるサリーのタンブリッジのセント・ジェームズ教会の院長ジョン・リングフィールド（ジョン・ハントまたはハントリー）と駆け落ちし、数人の私生児をもうけるというスキャンダルを引き起こした。1543年、夫ウィリアムは議会の決議によりアンとの結婚を無効とした。

## 家族
アンは第2代エセックス伯、第6代バウチャー男爵、バウチャー子爵および第3代ウー伯ヘンリー・バウチャーと、ヘンリー8世の最初の王妃キャサリン・オブ・アラゴンの侍女であったメアリー・セイの一人娘として1517年に生まれた。父方の祖父母は、バウチャー子爵ウィリアム・バウチャーと、イングランド王妃エリザベス・ウッドヴィルの妹アン・ウッドヴィルであった。アンはヘンリー8世の3人の王妃、アン・ブーリン、ジェーン・シーモア、キャサリン・ハワードと親戚関係にあり、全員がエリザベス・チェイニーの曽孫にあたっていた。
アンは、最後のバウチャー家のエセックス伯の一人娘であり、またオックスフォード伯爵夫人の相続人でもあったため、イングランドで最も裕福な女子相続人の一人であった。
バウチャー家の莫大な財産は、14世紀にウィリアム・バウチャーとエレノア・ド・ロヴェイン（1345年3月27日 - 1397年10月5日）との結婚によるものである。エレノア自身も裕福な女子相続人であった。
アンには、1534年頃に生まれたジョン・パーという名の息子が一人いたことが知られている。

## 結婚と相続
1527年2月9日、アンはノーサンプトンシャー長官サー・トーマス・パーとモード・グリーンの一人息子サー・ウィリアム・パーと結婚した。アンは結婚したとき10歳ほどであった。この結婚は、野心的な義母モードによって準備されたものであった。アンはその後、1540年3月13日に父が事故死した際に、自らの権利により第7代バウチャー女男爵とロヴェイン女領主の称号を継承した。しかし、父の保持していたバウチャー子爵位とエセックス伯位は継承できず、どちらの称号も父の死とともに消滅した。アンの夫ウィリアム・パーは1539年に初代ケンダルのパー男爵に叙せられていた。

## 姦通
アン夫妻は結婚当初から不幸であった。1527年に結婚した後、その12年後まで夫妻は一緒に暮らしていなかった。アンは十分な教育を受けておらず、ヘンリー8世の宮廷の喧騒よりも田舎の静けさを好んだようで、記録に残る最初の宮廷でのアンの登場は、1539年11月22日、宴に出席した22歳のことであった。
1541年、アンが恋人でタンブリッジのセント・ジェームズ教会の院長ジョン・リンフィールド (ジョン ハントまたはハントリーとも呼ばれる) と駆け落ちし、ジョン・パーという私生児をもうけたというスキャンダルが起こった。アンに子供が生まれたため、夫ウィリアムは将来その赤ん坊が自分の領地を主張するのを恐れ、自分の利益を守るために行動を起こした。1543年1月、パー男爵は議会に申し立てを行い、アンの不倫を理由にアンとの別居を求めた。1543年1月22日付のヘンリー8世の外国および国内の書簡および書類には、次のように記されている。
「ウィリアム・パー卿の妻であるアン夫人は、警告にもかかわらず不倫を続け、ついに2年前に夫の元を去り、それ以降不倫関係により子供をもうけており、その子供と彼女が今後産むすべての子供は私生児とみなされる。」
1541年、アンが夫のもとを去った後、夫ウィリアム・パーは王妃キャサリン・ハワードの侍女を務めていたドロシー・ブレイと関係を持つようになった。
夫ウィリアム・パーの姉キャサリン・パーは1543年3月に自らの影響力を使って弟を助け、1543年4月17日、夫ウィリアムは議会の決議により、アンの子供を私生児と認めアンとその子供を相続から除外した。この決議は貴族院の議事録で「パー男爵の妻アンが姦通して産んだ、または産む予定の子供を庶子とする」とされた。この議決は1543年3月13日に初めて読まれ、ヘンリー8世の治世34年目に以下のように定められた。
「過去2年間、彼女 [アン] は夫のウィリアム・パー卿のもとを去っており、その間に一度も戻ることも肉体関係を持つこともなかったが、姦通した男の1人と子供をもうけた。その子供は、よく知られているように姦通によって生まれたが、パー卿と彼女との婚姻中に生まれたため、この王国の法律により相続可能であり、すべてを相続する権利が生じるため、この議決においてその子供を庶子と宣言する。」
当時、夫の姉キャサリンはヘンリー8世に求愛されていた。アンはその後数年間、エセックスのリトル・ウェイカリングの荘園で亡命生活を送り、貧困状態に陥ったとされている。
同じ年（1543年）、ウィリアム・パーは愛人ドロシー・ブレイの姪であり、アン・オブ・クレーヴズとキャサリン・ハワードの元侍女でもあったエリザベス・ブルックに対し求婚を始めた。ウィリアムは1543年12月23日に初代エセックス伯に叙せられた。1552年3月31日、議会でウィリアム・パーとアンの結婚は無効であるとする議決が可決された。

## 後年
メアリー1世が即位すると、ウィリアム・パーは逮捕され、ロンドン塔に収監された。これは、ノーサンバランド公ジョン・ダドリーがジェーン・グレイを王位に就けようと企てたが失敗したためである。ウィリアム・パーが1553年8月18日に死刑を宣告された後、アンは法廷に行き、メアリー1世に取り入り自分たちが財産を保持できるようにした。ウィリアム・パーは釈放され、彼らの結婚を無効とする議決は、1554年3月24日に覆された。その年の12月、アンはこの議決の無効を利用し、100ポンドの年金を与えられた。1556年12月にも、アンは450ポンドの年金を与えられた。アンはエリザベス1世が即位するまで宮廷にとどまった。エリザベスはウィリアム・パーを大いに寵愛しており、アンは自身の不倫の過去が女王に疎まれるであろうことを知っていた。ウィリアムは名誉を回復し、ノーサンプトン侯爵、ガーター勲章に再び叙せられ、枢密顧問官に任命された。
アンはジョン・リングフィールドとの間にさらに数人の子供をもうけたが、最初の子供と同様に、彼らも法的に庶子とされた。成人まで生きたと記録されているのはメアリーという娘だけである。メアリーはトマス・ヨークと結婚して子供をもうけたが、彼らは皆ひっそりと暮らした。作家のシャーロット・マートンは、1577年から1578年までエリザベス1世の宮廷にいたキャサリン・ノットもアンの娘であるとしている。
ロバート・ロチェスター卿とエドワード・ウォルデグレーブ卿はハートフォードシャーのベニントン・パークをアンから委ねられ所有していたが、1557年にロチェスターが死去すると、ウォルデグレーブ卿はジョン・バトラー卿にその財産を譲渡した。これに応えて、アンはウォルデグレーブとバトラーを相手取って訴訟を起こし、大法院で審理された。アンは勝訴したが、バトラーは再審を請願し、ベニントン・パークを自らの所有物とし続けた。バトラーの請願が失敗に終わったのは明らかである。というのも、1558年11月にエリザベス1世が即位した後、アンはベニントン・パークに引退し、そこで残りの人生を静かに過ごしたからである。

### 死
アンは1571年1月28日にベニントンで死去した。元夫ウィリアムも同年に死去し、ウォリックの聖マリア教会に埋葬された。ウィリアムの葬儀と埋葬費用はエリザベス1世が負担した。ウィリアムはアンの死後2度結婚したが、5月にアンが死去した後に結婚した3度目の妻ヘレナ・スネーケンボルグだけが合法とみなされた。ウィリアムはどの妻とも子供をもうけず、残されたわずかな財産と土地は親族に引き継がれた。
アンの死後、バウチャー男爵位は従兄弟の孫である初代エセックス伯ウォルター・デヴァルーが継承した。